# دینامیک کلاسیک: ذرات و سیستم‌ها
دینامیک کلاسیک ذرات و سیستم‌ها کتابی از جری ماریون، استیفن تورنتون با ترجمهٔ جلال الدین پاشایی راد، بهرام معلمی است که در سال ۱۳۷۴ منتشر و در مراسم کتاب سال جمهوری اسلامی ایران به‌عنوان کتاب برگزیده معرفی شد.